# Raimundo Jose da Cunha Mattos
Raimundo Jose da Cunha Mattos (Faro, 2 novembre 1776 – Rio de Janeiro, 23 febbraio 1839) è stato un militare e storico portoghese naturalizzato brasiliano.

## Biografia
Nel 1790 entrò nell'esercito portoghese. Nel 1797 fu nominato comandante della guarnigione di San Sebastiano su l'isola di São Tomé, dove fu anche assistente del governatore. Fu quindi spedito prima nel sud della Francia, poi per 18 anni in Africa, quindi ritornò in Brasile nel 1817. Qui fu al comando dell'artiglieria di Pernambuco e poi governatore della provincia di Goyaz.
Fu generale e deputato dal 1826. Fondò inoltre la Società storica di Rio de Janeiro. Fu autore diverse opere geografiche e storico-cronachistiche.

## Opere
- Corografia Histórica da Província de Minas Gerais, 1837.
- Carta histórico-política militar, 1822
- Corografia histórica das Ilhas de São Tomé, Príncipe, Ano Bom e Fernando
- Ensaio histórico-político sobre a origem
- Itinerário do Rio de Janeiro ao Pará e Maranhão pelas províncias de Minas Gerais e Goiás
- Memória da campanha do sr. D. Pedro de Alcântara, ex-imperador do Brasil, no reino de Portugal
- Repertório da legislação militar, atualmente em vigor no exército e armada do Brasil